# Stade Ceahlăul
 (avril 2025).
Si vous disposez d'ouvrages ou d'articles de référence ou si vous connaissez des sites web de qualité traitant du thème abordé ici, merci de compléter l'article en donnant les références utiles à sa vérifiabilité et en les liant à la section « Notes et références ».
Le stade Ceahlăul (roumain : Stadionul Ceahlăul) est un stade omnisports situé à Piatra Neamț en Roumanie.
C'est le domicile du FC Ceahlăul Piatra Neamț. Le stade a une capacité de 18 000 places.